# Boryza aeraria
Boryza aeraria är en fjärilsart som beskrevs av William Schaus 1913. Boryza aeraria ingår i släktet Boryza och familjen nattflyn. Inga underarter finns listade i Catalogue of Life.